# Carolee Schneemann
Carolee Schneemann (ur. 12 października 1939 w Fox Chase w Pensylwanii, zm. 6 marca 2019 New Paltz w stanie Nowy Jork) – amerykańska intermedialna artystka, zajmowała się głównie malarstwem, fotografią, performance i instalacją oraz wideo.
Schneemann studiowała filozofię i poezję w Bard College (BA 1959) oraz malarstwo na Uniwersytecie Columbia, a także uzyskała tytuł magistra na Uniwersytecie Illinois (1961).
Twórczość artystki reprezentuje rozwój sztuki XX wieku, początkowo zajmująca się malarstwem wprowadziła do swoich prac dodatkowe obiekty oraz również swoje ciało jako element kompozycji. Tworzyła w ten sposób kolaże, instalacje i autorskie assemblages.
W tym procesie coraz bardziej ogniskowała swoją uwagę na ciele, które ostatecznie stało się głównym „medium” jej sztuki. Jako jedna z pierwszych artystek wypracowała formułę performance (pierwsze pokazy ok. 1956–1958). Na przykładzie jej twórczości można prześledzić rozwój tej formy sztuki z klasycznej twórczości plastycznej (malarstwo).
Jednym z najbardziej znanych performance Schneemanna jest Zwój wewnętrzny (1975), który wykonała po raz pierwszy na wystawie Women Here and Now w East Hampton w Nowym Jorku.
Tematy jej prac (sama tak grupowała swoje dzieła): koty, erotyka, ruch, marzenia/sny, wojna. Szczególnie eksplorowała tematy związane z płciowością, ciałem, seksualnością. Brała udział w ruchu Fluxus. Pokazy jej twórczości odbyły się między innymi w: Los Angeles Museum of Contemporary Art, Whitney Museum of American Art, Museum of Modern Art, Centre Georges Pompidou. Prowadziła działalność edukacyjną na uczelniach artystycznych.

## Nagrody
- 1993: John Simon Guggenheim Memorial Foundation Fellowship[7][8]
- 1997: Pollock-Krasner Artists Grant[7]
- 2003: Eyebeam Residency[7]
- 2006: Anonymous Was a Woman Award[7]
- 2011: United States Artists Rockefeller Fellow for Visual Arts[9]
- 2011: The Women’s Caucus(inne języki) for Art Lifetime Achievement Award[10].
- 2012: One of that year’s Courage Awards for the Arts from Yoko Ono[11].
- 2017: Venice Biennale’s Golden Lion Award For Lifetime Achievemen[12]
- 2018: Maria Anto & Elsa von Freytag-Lorignhoven Art Prize, Warsaw (Nagroda im. Marii Anto i Elsy von Freytag-Loringhoven)[13].